# 2019年世界水泳選手権アルバニア選手団
2019年世界水泳選手権アルバニア選手団は、2019年7月12日から7月28日まで韓国の光州で開催された第18回世界水泳選手権のアルバニア選手団、およびその競技結果。

## 選手団
- 人員: 選手 4人

## 選手名簿・結果
| 選手               | 種目               | 予選      | 予選 | 準決勝   | 準決勝   | 決勝     | 決勝     |
| 選手               | 種目               | 結果      | 順位 | 結果     | 順位     | 結果     | 順位     |
| ------------------ | ------------------ | --------- | ---- | -------- | -------- | -------- | -------- |
| クレディ・カディウ | 男子100m自由形     | 52秒53    | 80位 | 予選敗退 | 予選敗退 | 予選敗退 | 予選敗退 |
| クレディ・カディウ | 男子200m自由形     | 1分55秒11 | 57位 | 予選敗退 | 予選敗退 | 予選敗退 | 予選敗退 |
| フランチ・アレクシ | 男子400m自由形     | 4分07秒39 | 44位 | -        | -        | 予選敗退 | 予選敗退 |
| フランチ・アレクシ | 男子800m自由形     | 8分33秒54 | 37位 | -        | -        | 予選敗退 | 予選敗退 |
| ニコル・メリザイ   | 女子50m自由形      | 27秒40    | 54位 | 予選敗退 | 予選敗退 | 予選敗退 | 予選敗退 |
| ニコル・メリザイ   | 女子100m自由形     | 59秒60    | 57位 | 予選敗退 | 予選敗退 | 予選敗退 | 予選敗退 |
| ケイティ・ロック   | 女子100mバタフライ | 1分07秒85 | 46位 | 予選敗退 | 予選敗退 | 予選敗退 | 予選敗退 |
| ケイティ・ロック   | 女子200mバタフライ | 2分28秒58 | 31位 | 予選敗退 | 予選敗退 | 予選敗退 | 予選敗退 |